# حمید تقوی
سید حمید تقوی فر (زاده ۲۰ شهریور ۱۳۳۸ اهواز - درگذشته ۶ دی ۱۳۹۳ سامرا) نظامی ایرانی و از فرماندهان نیروی قدس سپاه پاسداران بود، که گروه سرایای خراسانی و بسیج مردمی عراق حشد الشعبی را تأسیس نموده و در پی حمله داعش در سال ۱۳۹۳ در نزدیکی شهر بلد کشته شد.
تقوی از فرماندهان سپاه پاسداران انقلاب اسلامی در خلال جنگ ایران و عراق بود. پس از جنگ به عضویت نیروی قدس سپاه پاسداران انقلاب اسلامی درآمد و سال‌ها فرماندهی قرارگاه رمضان را برعهده داشته است.

## زندگی
حمید تقوی فر در اهواز به دنیا آمد. پس از شروع جنگِ ایران و عراق اقدام به تشکیل واحد اطلاعات عملیات در جبهه سوسنگرد کرد و در پایان جنگ در قرارگاه رمضان و سپاه قدس حضور داشت. پدر وی در عملیات خیبر و برادرش در عملیات والفجر ۸ کشته شدند.

## کشته شدن
تقوی در دی ماه ۱۳۹۳ در نزدیکی شهر سامرا، در عملیات نظامی نزدیک شهر بلد عراق از پهلو مورد اصابت قرار گرفت. گفته شده که گروه داعش مسئولیت کشتن او را بر عهده گرفته است. همرزمان وی نیز این گفته را تأیید کردند و در مستند عزیز بلد به نحوه کشته شدن او پرداخته شده است.

## یادمان
در بهمن ۱۳۹۵ همزمان با سالگرد کشته شدن تقوی در عراق، مردم این کشور به پاس قدردانی از او در منطقه «عزیز بلد» یادمانی از این فرمانده را در محل کشته شدنش رونمایی کردند. علیرغم دفن پیکر تقوی در اهواز، محل کشته شدن او توسط اهالی «عزیز بلد» خریداری و به زیارتگاه تبدیل شده است.

## در رسانه

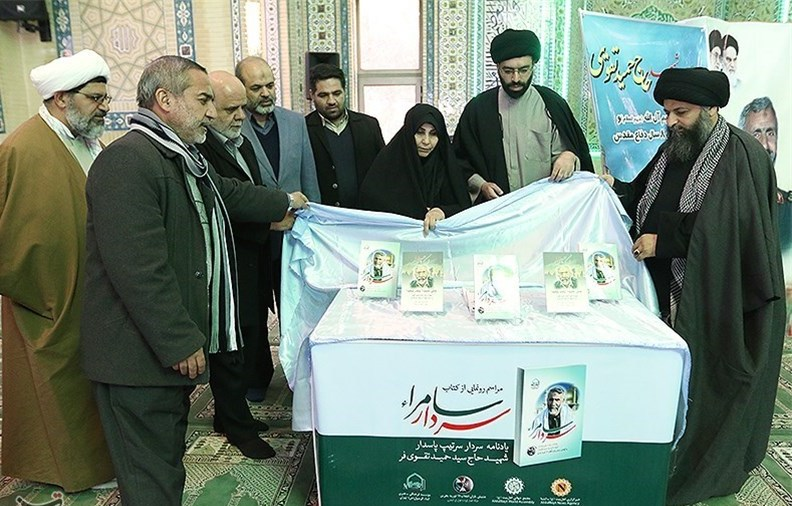
رونمایی از کتاب «سردار سامرا» با حضور احمد وحیدی و ایرج مسجدی در مسجد ولیعصر تهران

### مستند
«عزیز بلد» عنوان مستندی دربارهٔ ابعاد شخصیتی نظامی-عملیاتی و خانوادگی سید حمید تقوی است که در آن با همسر، فرزندان و همرزمان او گفت‌وگو شده است. این مستند در ۷ دی ۱۳۹۴ و همزمان با اولین سالروز کشته شدن تقوی رونمایی شد. این فیلم با تهیه کنندگی میثم پوررشیدی و کارگردانی محمد صادقی در تهران، اهواز، بغداد و استان صلاح الدین عراق فیلم‌برداری شده است.

### کتاب
کتاب «سردار سامراء» یادنامه ای از حمید تقوی است که به کوشش روح‌الله پورطالب و تحریریه خبرگزاری ابنا تدوین شده و توسط انتشارات مؤسسه فرهنگی هنری ابناءالرسول وابسته به مجمع جهانی اهل بیت منتشر گردیده است. «عاش حمیدا و مات شهیدا» عنوان کتاب دیگری پیرامون تقوی است که شامل خاطرات دوستان و همرزمان از اوست که به همراه زندگینامه و مجموعه تصاویری از وی به معرفی شخصیتش می‌پردازد. این کتاب به زبان عربی نگاشته شده و توسط مجموعه نشر و توزیع الدولی منتشر شده است.

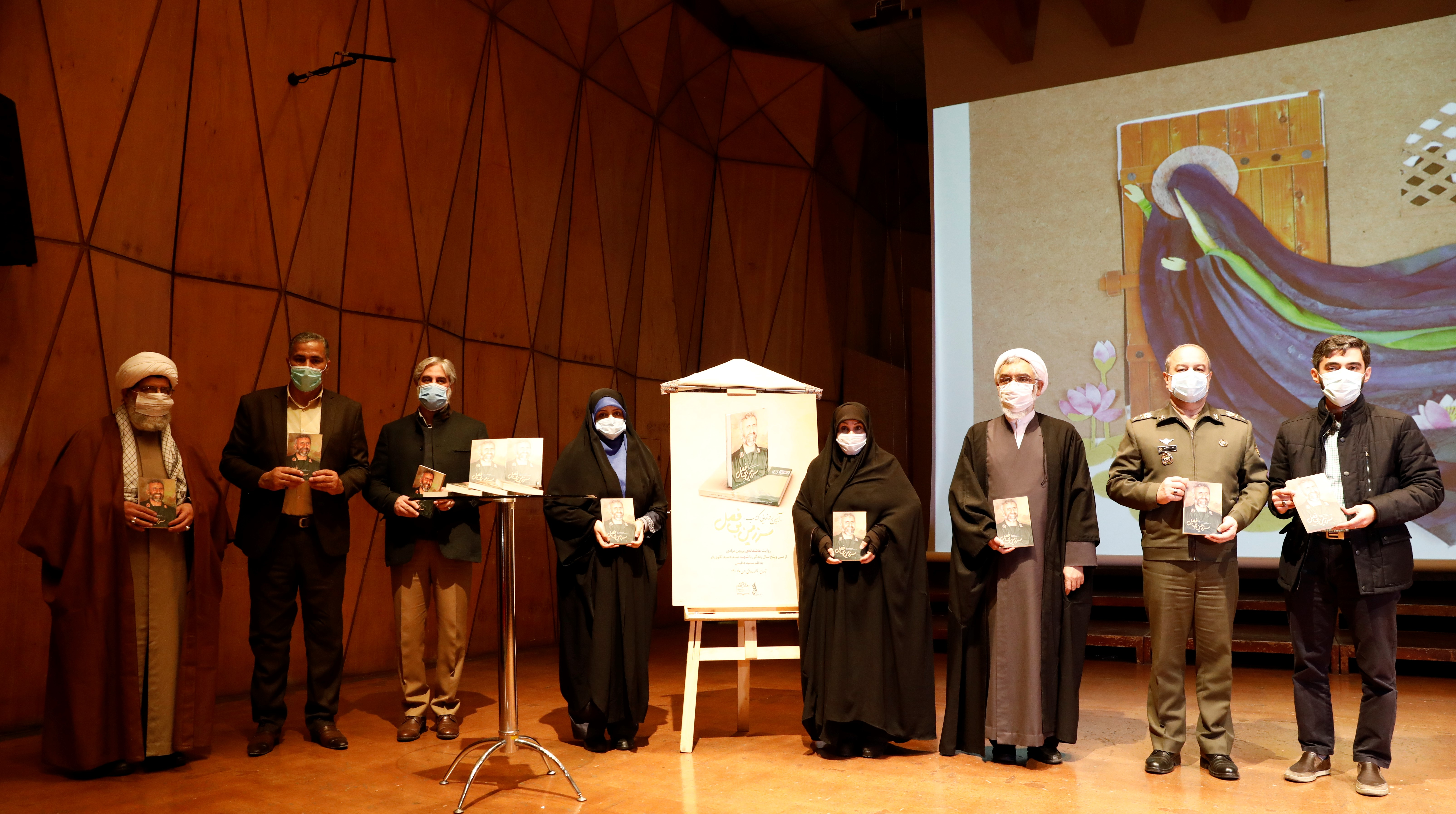
رونمایی از کتاب «سرزمین بی فصل» ۶ دی ماه 1400.jpg

کتاب «سرزمین بی فصل» روایت پروین مرادی از سی و پنج سال سال زندگی با سیدحمید تقوی‌فر به قلم سمیه عظیمی ستوده و به همت مرکز اسناد انقلاب اسلامی منتشر و در روز دوشنبه ۶ دی ماه سال ۱۴۰۰ همزمان با هفتمین سالگرد سیدحمید تقوی‌فر با حضور شخصیتهای لشکری و کشوری جمهوری اسلامی در تالار رودکی تهران رونمایی شد.